# Arrondissement des Andelys

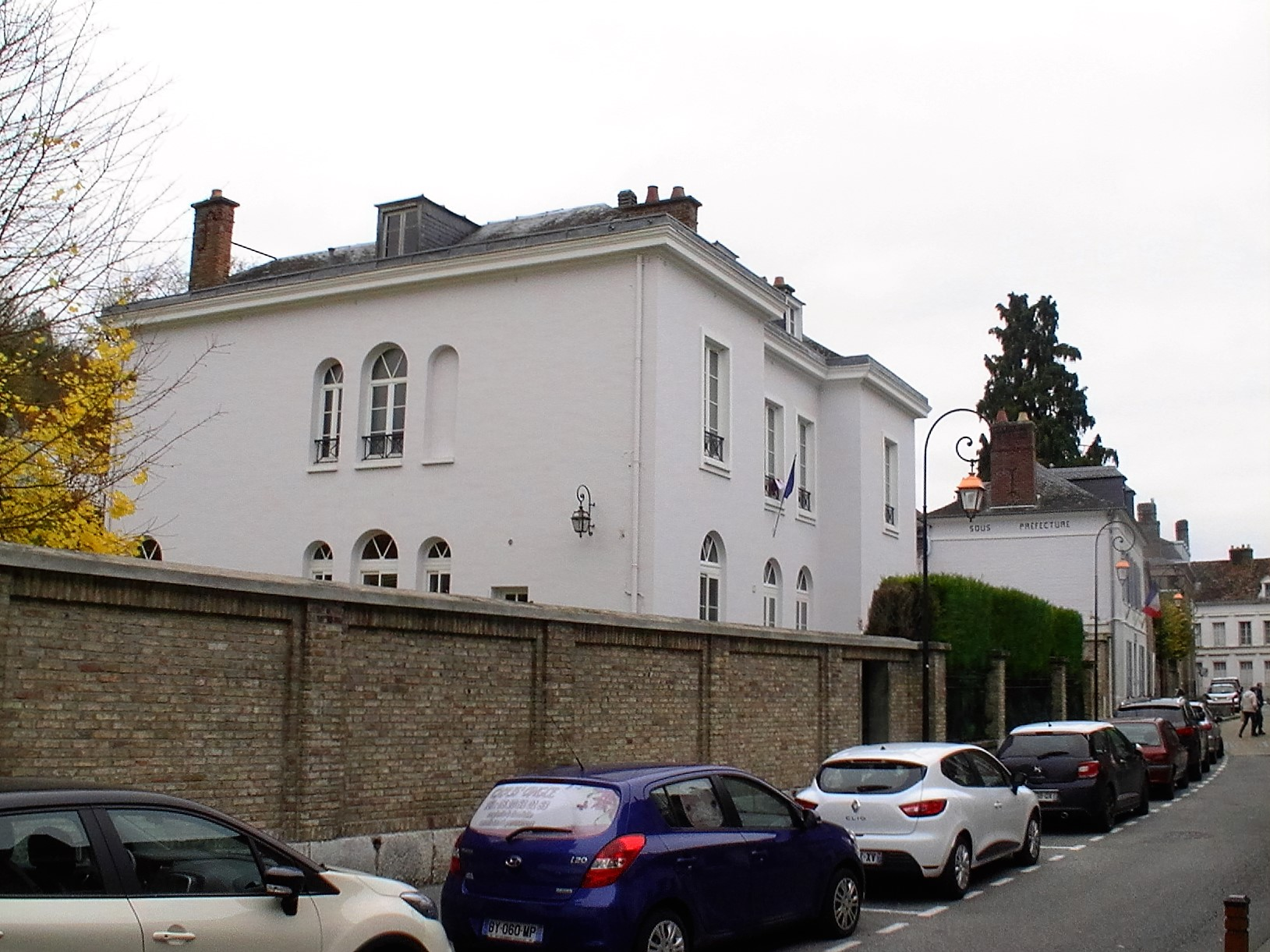
Hôtel de la sous-préfecture.

L'arrondissement des Andelys est une division administrative française, située dans le département de l'Eure et la région Normandie.

## Composition
Liste des cantons actuels de l'arrondissement des Andelys
- canton des Andelys ;
- canton de Gaillon ;
- canton de Gisors ;
- canton de Louviers ;
- canton de Pont-de-l'Arche ;
- canton de Romilly-sur-Andelle ;
- canton de Val-de-Reuil ;
- canton de Vernon.

Liste des cantons historiques de l’arrondissement des Andelys
- canton d'Écos ;
- canton d'Étrépagny ;
- canton de Fleury-sur-Andelle ;
- canton de Lyons-la-Forêt.

### Découpage communal depuis 2015
Depuis 2015, le nombre de communes des arrondissements varie chaque année soit du fait du redécoupage cantonal de 2014 qui a conduit à l'ajustement de périmètres de certains arrondissements, soit à la suite de la création de communes nouvelles. Le nombre de communes de l'arrondissement des Andelys est ainsi de 175 en 2015, 158 en 2016 et 188 en 2017.
Au 1er janvier 2024, l'arrondissement groupe les 185 communes suivantes :
1. Acquigny
2. Aigleville
3. Ailly
4. Alizay
5. Amécourt
6. Amfreville-les-Champs
7. Amfreville-sous-les-Monts
8. Amfreville-sur-Iton
9. Andé
10. Les Andelys
11. Autheuil-Authouillet
12. Authevernes
13. Bacqueville
14. Bazincourt-sur-Epte
15. Beauficel-en-Lyons
16. Bernouville
17. Bézu-la-Forêt
18. Bézu-Saint-Éloi
19. Bois-Jérôme-Saint-Ouen
20. Boisset-les-Prévanches
21. La Boissière
22. Bosquentin
23. Bouafles
24. Bouchevilliers
25. Bourg-Beaudouin
26. Breuilpont
27. Bueil
28. Caillouet-Orgeville
29. Cailly-sur-Eure
30. Chaignes
31. Chambray
32. Champenard
33. La Chapelle-Longueville
34. Charleval
35. Château-sur-Epte
36. Chauvincourt-Provemont
37. Clef Vallée d'Eure
38. Connelles
39. Le Cormier
40. Coudray
41. Courcelles-sur-Seine
42. Crasville
43. Criquebeuf-sur-Seine
44. Croisy-sur-Eure
45. Cuverville
46. Les Damps
47. Dangu
48. Daubeuf-près-Vatteville
49. Douains
50. Doudeauville-en-Vexin
51. Douville-sur-Andelle
52. Écouis
53. Étrépagny
54. Fains
55. Farceaux
56. Fleury-la-Forêt
57. Fleury-sur-Andelle
58. Flipou
59. Fontaine-Bellenger
60. Fontaine-sous-Jouy
61. Frenelles-en-Vexin
62. Gadencourt
63. Gaillon
64. Gamaches-en-Vexin
65. Gasny
66. Gisors
67. Giverny
68. Guerny
69. Guiseniers
70. Hacqueville
71. Hardencourt-Cocherel
72. Harquency
73. La Haye-le-Comte
74. La Haye-Malherbe
75. Hébécourt
76. Hécourt
77. Hennezis
78. Herqueville
79. Heubécourt-Haricourt
80. Heudebouville
81. Heudicourt
82. Heudreville-sur-Eure
83. La Heunière
84. Heuqueville
85. Les Hogues
86. Houlbec-Cocherel
87. Houville-en-Vexin
88. Igoville
89. Incarville
90. Jouy-sur-Eure
91. Léry
92. Letteguives
93. Lilly
94. Lisors
95. Longchamps
96. Lorleau
97. Louviers
98. Lyons-la-Forêt
99. Mainneville
100. Le Manoir
101. Martagny
102. Martot
103. Ménesqueville
104. Ménilles
105. Mercey
106. Merey
107. Le Mesnil-Jourdain
108. Mesnil-sous-Vienne
109. Mesnil-Verclives
110. Mézières-en-Vexin
111. Morgny
112. Mouflaines
113. Muids
114. Neaufles-Saint-Martin
115. Neuilly
116. La Neuve-Grange
117. Nojeon-en-Vexin
118. Notre-Dame-de-l'Isle
119. Noyers
120. Pacy-sur-Eure
121. Perriers-sur-Andelle
122. Perruel
123. Pinterville
124. Pîtres
125. Le Plessis-Hébert
126. Pont-de-l'Arche
127. Pont-Saint-Pierre
128. Porte-de-Seine
129. Port-Mort
130. Poses
131. Pressagny-l'Orgueilleux
132. Puchay
133. Quatremare
134. Radepont
135. Renneville
136. Richeville
137. Romilly-sur-Andelle
138. La Roquette
139. Rosay-sur-Lieure
140. Rouvray
141. Saint-Aubin-sur-Gaillon
142. Sainte-Colombe-près-Vernon
143. Saint-Denis-le-Ferment
144. Saint-Étienne-du-Vauvray
145. Saint-Étienne-sous-Bailleul
146. Sainte-Geneviève-lès-Gasny
147. Saint-Julien-de-la-Liègue
148. Saint-Marcel
149. Sainte-Marie-de-Vatimesnil
150. Saint-Pierre-de-Bailleul
151. Saint-Pierre-du-Vauvray
152. Saint-Pierre-la-Garenne
153. Saint-Vincent-des-Bois
154. Sancourt
155. Saussay-la-Campagne
156. Surtauville
157. Surville
158. Suzay
159. Terres de Bord
160. Le Thil
161. Les Thilliers-en-Vexin
162. Le Thuit
163. Tilly
164. Touffreville
165. Les Trois Lacs
166. Le Tronquay
167. La Vacherie
168. Val-de-Reuil
169. Le Val d'Hazey
170. Val d'Orger
171. Vandrimare
172. Vascœuil
173. Vatteville
174. Le Vaudreuil
175. Vaux-sur-Eure
176. Vernon
177. Vesly
178. Vexin-sur-Epte
179. Vézillon
180. Villegats
181. Villers-en-Vexin
182. Villers-sur-le-Roule
183. Villez-sous-Bailleul
184. Villiers-en-Désœuvre
185. Vironvay

## Démographie
En 2022, l'arrondissement comptait 235 893 habitants.
| 1968    | 1975    | 1982    | 1990    | 1999    | 2006    | 2011    | 2016    | 2021    |
| ------- | ------- | ------- | ------- | ------- | ------- | ------- | ------- | ------- |
| 107 438 | 118 254 | 134 424 | 156 416 | 166 969 | 173 807 | 179 850 | 235 732 | 235 024 |

| 2022    | - | - | - | - | - | - | - | - |
| ------- | - | - | - | - | - | - | - | - |
| 235 893 | - | - | - | - | - | - | - | - |

## Sous-préfets
| Période             | Période          | Identité                                        | Fonction précédente | Observation            |
| ------------------- | ---------------- | ----------------------------------------------- | ------------------- | ---------------------- |
| 19 mars 1800        |                  | Guillaume Joseph Guilbert                       |                     |                        |
| août 1805           | mai 1810         | François-Antoine Boissy d'Anglas                |                     |                        |
| février 1810        |                  | Flavigny                                        |                     | par intérim            |
| mai 1810            | avril 1813       | Frédéric Gaëtan de La Rochefoucauld-Liancourt   |                     |                        |
| avril 1813          | novembre 1815    | Jean-Baptiste Paul Le Rat de Magnitot           |                     |                        |
| novembre 1815       | mai 1817         | Joseph François Eugène Goujon de Gasville       |                     |                        |
| mai 1817            | octobre 1828     | Anne Charles Aubourg, chevalier, comte de Boury |                     |                        |
| octobre 1828        | août 1830        | Henri de Gazan                                  |                     |                        |
| août 1830           | novembre 1838    | Gilbert Davenière                               |                     |                        |
| novembre 1838       | septembre 1839   | Charles Godard d'Aucour de Plancy               |                     |                        |
| septembre 1839      | avril 1843       | Gilbert Davenière                               |                     |                        |
| avril 1843          | mars 1848        | Eugène Tirlet                                   |                     |                        |
| août 1848           | février 1849     | Louis-François Roussel-Desfreches               |                     |                        |
| février 1849        | décembre 1851    | Rossi                                           |                     |                        |
| décembre 1851       | avril 1853       | Bérard                                          |                     |                        |
| avril 1853          | mai 1861         | Antoine de Rochefort                            |                     |                        |
| mai 1861            | mars 1866        | Gustave Metgé                                   |                     |                        |
| mars 1866           | octobre 1867     | de Voisins                                      |                     |                        |
| octobre 1867        | janvier 1870     | Raymond Fournier-Sarlovèze                      |                     |                        |
| janvier 1870        | septembre 1870   | de Guardia                                      |                     |                        |
| septembre 1870      | février 1873     | Charles Dehais                                  |                     |                        |
| février 1873        | janvier 1874     | Albert Boyer de Cadusch                         |                     |                        |
| 6 janvier 1874      |                  | Jean Marie Louis François Ferdinand Brocqua     |                     |                        |
| janvier 1875        | décembre 1875    | Henri Louis Émile Alexandre Cotelle             |                     |                        |
| décembre 1875       | mai 1877         | Dugué                                           |                     |                        |
| mai 1877            | décembre 1877    | Raoul Jacquelin du Buisson                      |                     |                        |
| décembre 1877       | mars 1881        | Roger de Molen                                  |                     |                        |
| mars 1881           |                  | Camille Fabre                                   |                     |                        |
| 30 mars 1881        |                  | Alfred Béer                                     |                     |                        |
| 16 avril 1881       |                  | Henri Edmond Hugues                             |                     |                        |
| 8 juin 1891         |                  | Fernand Torres                                  |                     |                        |
| 10 avril 1893       |                  | Georges Bourgoin                                |                     |                        |
| 20 novembre 1906    |                  | Maurice Certeux                                 |                     |                        |
| 3 mars 1914         | 10 décembre 1917 | Paul Boiry                                      |                     | mobilisé ; Sauret p.i. |
| 24 janvier 1917     |                  | Auguste Louis Marie Bertin                      |                     |                        |
| 20 mars 1918        |                  | Pierre Gervais Sauret                           |                     |                        |
| 27 octobre 1927     |                  | Maurice Belliard                                |                     |                        |
| juillet 1932        | octobre 1937     | Pierre Philip                                   |                     |                        |
| avril 1937          | octobre 1940     | Max Picharnaud                                  |                     |                        |
| octobre 1940        | juillet 1943     | Marcel Colas                                    |                     |                        |
|                     |                  | ...                                             |                     |                        |
| 1946                | 1950             | René Tomasini                                   |                     |                        |
| juin à juillet 1950 |                  | Jacques Jules Mazel                             |                     |                        |
| avril 1951          |                  | Paul-Louis-Juste Feuilloley                     |                     |                        |
| septembre 1956      |                  | ...                                             |                     |                        |
|                     |                  | ...                                             |                     |                        |
| 1962                | 1964             | Raymond Phelip Mazars de Mazarin                |                     |                        |
| 1964                |                  | ...                                             |                     |                        |
| 1968                |                  | Gérard Granveau                                 |                     |                        |
| mars 1972           |                  | Jacques Tailleur                                |                     |                        |
|                     |                  | ...                                             |                     |                        |
| ca 1994             | ca 1998          | Gisèle Billarand                                |                     |                        |
|                     |                  | ...                                             |                     |                        |
| août 2015           |                  | Richard-Daniel Boisson                          |                     |                        |
| mars 2017           |                  | Anne Frackowiak-Jacobs                          |                     |                        |
| avril 2019          |                  | Virginie Sené-Rouquier                          |                     |                        |